# Cuori perduti
Cuori perduti è un film italiano del 2003 diretto da Teresio Spalla.

## Trama
Guido Brenta si trova di stanza in marina, per il servizio militare obbligatorio, nel Golfo Persico quando scoppia la guerra e, suo malgrado, è costretto a partecipare come osservatore al conflitto. Tornato a casa senza aver combattuto è convinto di poter riprendere la vita di sempre improntata sulla frequentazione di una compagnia di amici e una numerosa varietà di avventure femminili. Guido infatti è sia l'amante di sua zia Vira che di Graziella, ragazza di Nedo, un suo amico. Il ritorno si rivela deludente: il padre, che ha tentato la fortuna in diverse attività ed è stato costretto a lasciare la natia Vigevano per debiti non pagati, è di nuovo sull'orlo del fallimento.
Contemporaneamente la sorella Rosy si è legata a Vieri Levrieri, rampollo di una famiglia che con la sua ricchezza e potenza fa sperare in un aiuto economica al padre. Quando Guido va a trovare Lorenza la trova legata a Dino, un usuraio che con metodi violenti tieni in pugno tutta la zona. Tramite Cesco, un neonazista fanatico ex ragazzo di Rosy, ha modo di entrare nella cerchia della famiglia Levrieri da dove aveva intenzione di tenersi lontano poiché, dopo essere stato amante della figlia maggiore Lucilla questa si è fidanzata con suo fratello Filippo, un educatore autorizzato che ha lasciato la famiglia per meschine ragioni di spartizioni ereditarie.
Ma in questo contesto conosce Eugenia, la figlia minore dei Levrieri e giovane scrittrice affermata. I due finiscono con l'innamorarsi. Nel frattempo la compagnia degli amici finisce per dissolversi. I due meno coinvolti nelle imprese violente del gruppo – Nanni e Loredana - si suicidano insieme senza alcun motivo apparente. Fabio e Gabriella decidono di sposarsi e trasferirsi in un'altra città. I più violenti - Erica e Lucio - fuggono in Brasile. Solo Nedo e Graziella sono ancora indecisi sul da farsi.
Gli amici uccidono Dino, liberando il quartiere dalla sua morsa ma rendendosi responsabili di un delitto a cui ha assistito Marella, ragazza dedita alla droga e alla prostituzione. Per proteggerla, Guido non esita a mettersi contro i suoi stessi compagni. Rosy decide finalmente di sposarsi con Vieri e il fallimento familiare è evitato. Ma il disagio per questo matrimonio d'interesse porta Guido ai limiti della disperazione.
Mentre si trova a letto con la zia Vira rischia di essere scoperto dallo zio Ernesto e fugge sui tetti. Quando sta per calarsi in strada viene visto da Eugenia che decide di lasciarlo proprio quando aveva deciso per lui di rimanere rinunciando ad un lungo soggiorno di studio in Irlanda. Rimasto solo e senza orientamento Guido ha la fortuna di conoscere casualmente Nicla, la prosperosa presentatrice di TelEvento, network locale gestito dai Levrieri. La ragazza, appena licenziata dopo la ristrutturazione dell'azienda, si rivela semplice, sincera e comprensiva. Così, Guido preferisce rimanere con lei e osserva da lontano il matrimonio della sorella.